# Kusunoki Masashige
Kusunoki Masashige (Japans: 楠木正成, 1294 – 4 juli 1336) was een Japanse samoerai van de Kamakuraperiode.
Hij streed voor keizer Go-Daigo in de Genko-oorlog tegen de Kamakura-shogunaat en steunde de oprichting van de keizerlijke regering in de Kenmu-restauratie van 1333. Hij bleef loyaal aan keizer Go-Daigo toen Ashikaga Takauji zijn opstand startte tegen de onpopulaire keizerlijke regering in de Nanboku-cho-periode. Tegen zijn advies in stuurde de keizer hem naar Minatogawa in Settsu (het hedendaagse Hyogo), waar hij een zekere nederlaag tegemoet ging. Hij overleed in Minatogawa.
Voor zijn loyaliteit voor de keizer is hij aanschouwd als de ideale strijder.